# يديعوت أحرونوت
يديعوت أحرونوت (بالعبرية: ידיעות אחרונות)، وتعني آخر الأخبار في اللغة العبرية، هي صحيفة إسرائيلية يومية تصدر باللغة العبرية. كان أول صدور لها في تل أبيب سنة 1939، وما زال مقرها في تل أبيب. أصبحت في السبعينييات أوسع الصحف الإسرائيلية انتشارا. اسم نشرها الإلكتروني - Y-Net وهو متوفر باللغتي العبرية والإنكليزية. وقد أطلقت نسخة إلكترونية عربية منها عادت بعدها لتتوقف بسبب قلة الإعلانات التجارية في تلك النسخة.
امتلكها يهودا موزس، وترأس تحريرها في بداياتها عزريئيل كرليباخ الذي ترك أثره على شكل الجريدة وتوجهها لفترة طويلة. كانت للجريدة ميول نحو حزب مباي في فترة ما، إلا أن أصحاب الجريدة اهتموا بتوجيهها إلى الجمهور العام حتى أصبحت
أكبر جريدة والأكثر انتشارا في إسرائيل. توسعت أعمال ونشاطات هذه الجريدة حيث امتلكت داراً للنشر وحصلت على مشاركة في القنال الثانية في التلفزيون الإسرائيلي.

## وصلات خارجية
- الموقع الرسمي الاٍلكتروني